# Joseph Viérin
Pour les articles homonymes, voir Viérin.
Joseph (Jos) Vierin (1872-1949), est un architecte belge qui a été échevin de Bruges.

## Biographie
Il est né à Courtrai le 10 mai 1872.
En 1913, il réalise le nouveau bâtiment voyageurs de la gare d'Adinkerke-La Panne.
Après la Première Guerre mondiale il est un des architectes de la Reconstruction, notamment à Nieuport, où il participe à la conception du nouvel hôtel de ville, restaure le palais de justice et l'ancien hôtel de ville. Il va également restaurer ou reconstruire plusieurs églises.
Il est le frère du peintre luministe Emmanuel Viérin. Il dessina notamment pour celui-ci les plans d'une villa à Duinbergen.

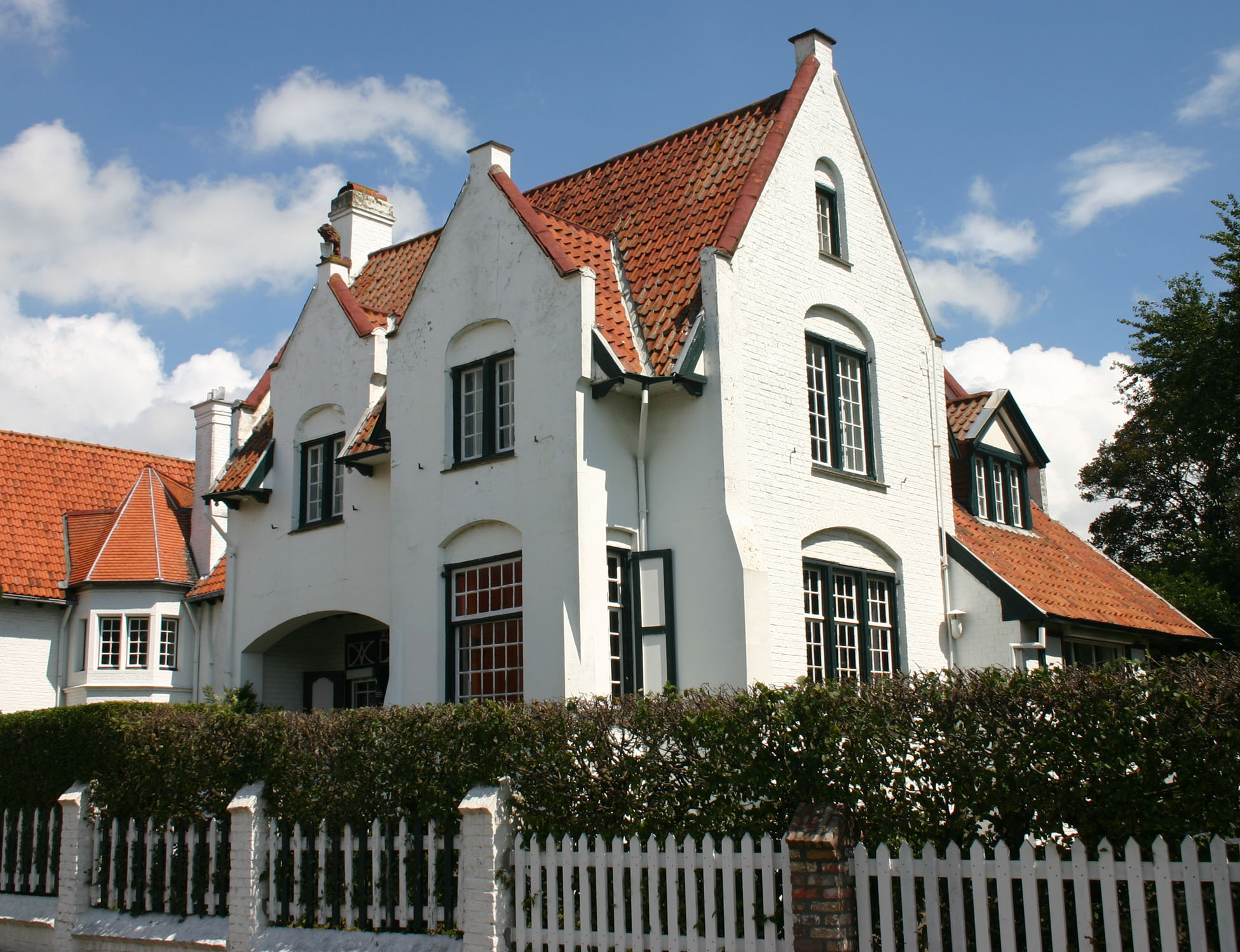
Villa à Duinbergen, 1910

Il décède à Bruges le 23 février 1949.

## Réalisations
- 1905 : Het Lijsternest, Ingooigem
- 1910 : Villa à Duinbergen

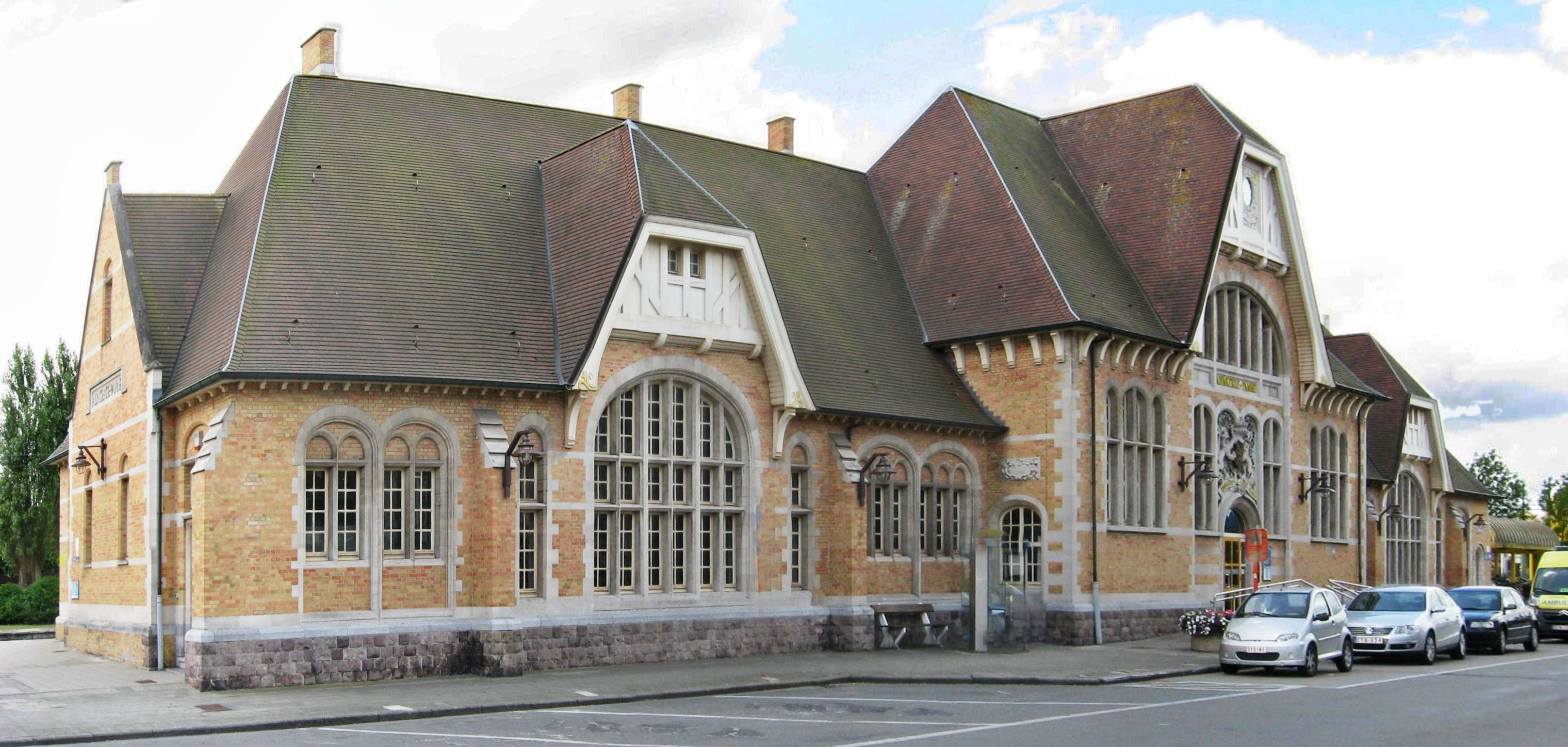
Gare de La Panne, 1913

- 1913 : gare de La Panne, anciennement Adinkerke ou Adinkerke-Panne
- 1914 : Palace Hotel, Zeebrugge
- 1922 : Stadhuis Nieuwpoort met conciërgewoning
- 1923 : Heilige-Kruisverheffingskerk, Lampernisse
- 1923 : Sint-Jan-de-Doperkerk, Houthulst
- 1923 : Sint-Laurentiuskerk, Klerken
- 1925 : Hôtel de ville, Dixmude
- 1934 : Kerk van Sint-Baafs, Sint-Andries
- 1937 : Heilige Familiekerk, Grand-Bigard
- 1937 : Pastorie Heilige Familieparochie, Grand-Bigard